# Перший рейс
«Перший рейс» (рос. «Первый рейс») — радянський художній телефільм режисера Аян Шахмалієвої. Знятий у 1976 році Творчим об'єднанням телевізійних фільмів на кіностудії «Ленфільм».

## Сюжет
Юний учень з Рибинського річкового училища Колька (Михайло Васьков) прибуває на місячну літню практику матросом на буксир-штовхач «Богатир». Відправившись в свій «перший рейс», недосвідчений практикант вибудовує спочатку непрості відносини з літнім бувалим капітаном колись бойового катера (Борис Андрєєв). Романтичні і наївні уявлення хлопчини про навігацію на річці наштовхуються на рутинні доручення суворого капітана, які спочатку здаються образливими. Видраювання палуби шваброю, фарбування бутафорської димової труби чорним бітумним лаком, чистка цегляним пилом до блиску мідних рукояток… Як все це далеко від прокладки курсу лоцією, а старий буксир з баржею так не схожий на катери і яхти з журналу і, тим більше, на пасажирський круїзний теплохід!

## У ролях
- Борис Андреєв —  Капітан дядько Мітя (Дмитро Іванович Бєлоусов)
- Михайло Васьков —  Колька Лошкарьов, практикант
- Ірина Румянцева —  Маша
- Гедимінас Пранскунас —  Вітас, механік
- Олег Анофрієв —  Сергій Воскобойников, матрос
- Алла Мещерякова —  Варя Воскобойникова, дружина Сергія
- Леонід Уткін —  Ігор Павлович, начальник пароплавства
- Юлія Кареліна —  дрімаюча пасажирка автобуса

## Знімальна група
- Автор сценарію —  Вольф Довгий
- Режисер-постановник —  Аян Шахмалієва
- Головний оператор —  Володимир Ільїн
- Головний художник —  Марксен Гаухман-Свердлов
- Композитор —  Ісаак Шварц
- Директор картини — Анатолій Шехтман